# シャン・ツン
シャン・ツン（Shang Tsung (中国語: 尚宗; 拼音: Shàng Zōng)）はミッドウェイゲームズとNetherRealm Studiosの対戦型格闘ゲーム『モータルコンバット』シリーズに登場する架空の人物。
1992年の「Mortal Kombat」で最終ボスとして初登場した、シリーズの主要な悪役の1人。 強大なソーサラーであり、変身能力と、相手の魂を吸収する能力を持つ。 外界（Outworld）の皇帝シャオ・カーンの右腕であり、少林寺の僧侶リュウ・カンの宿敵として描かれることが多い。また、「Mortal Kombat: Deadly Alliance」では、クァン・チーとともにその名を冠したDeadly Allianceなる同盟を結成しており、「Mortal Kombat 11」のDLCストーリー「Aftermath」ではメインヴィランとして登場。
ゲーム以外にも、1995年公開の「モータル・コンバット」や2021年のリブート映画「モータルコンバット」でメインヴィランとして登場するなど、様々なメディアミックス作品で活躍している。主にデザイン、能力、シリーズでの役割などが好評を博している。

## キャスト
演
- ホスン・パク（『Mortal Kombat（1992年）』）
- Phillip Ahn, M.D（『Mortal Kombat II』）
- ジョン・ターク（『Mortal Kombat 3』 - 『Mortal Kombat Trilogy』）
- リチャード・ディビシオ（『Mortal Kombat Mythologies: Sub-Zero』）
- ケイリー＝ヒロユキ・タガワ（映画『モータル・コンバット（1995年）』）、Webシリーズ『Mortal Kombat: Legacy II』）
- チン・ハン（映画『モータルコンバット（2021年）』）

担当声優
- エド・ブーン（『Mortal Kombat（1992年）』）
- Christian Muñoz（『Mortal Kombat: Deception』）
- Knute Horwitz（『Mortal Kombat: Armageddon』
- ジェームズ・キーソン・リー（『Mortal Kombat vs. DC Universe』）
- アンドリュー・キシーノ（『Mortal Kombat（2011年）』）
- ケイリー＝ヒロユキ・タガワ（『Mortal Kombat 11』）
- ジム・カミングス（アニメーション作品『Mortal Kombat: The Journey Begins』）
- ニール・ロス（TVアニメ『Mortal Kombat: Defenders of the Realm』）
- 拝真之介（映画『モータルコンバット（2021年）』日本語吹替）
- アート・バトラー（2020年以降）

モデル
- ケイリー＝ヒロユキ・タガワ（『Mortal Kombat 11』）

## 登場作品

### ゲーム版
最初のコミック版モータルコンバットによると、シャン・ツンは魂を奪わなければ、急速に老化して早死にする呪いを神にかけられているという。そして、魂を自分の物にすることで、対象の知識と戦闘技術をも吸収することができる。モータルコンバットトーナメントに出場し、すべての試合を勝ち抜いてチャンピオンの称号を得た。優勝後はトーナメントのコーディネーターとなり、シャオ・カーンが人間界を征服できるよう、9つのトーナメントで外界が有利になるように仕組んだ。しかし、初代「Mortal Kombat」では、第10回目のトーナメントにて、同じくチャンピオンで弟子のゴローとともに少林寺の僧侶リュウ・カンに敗れている。
「Mortal Kombat II」では、シャオ・カーンから若い肉体を下賜され、人間界の戦士を外界に誘い込んで優位に立とうとする。最終的に主とともに敗れた。
「Mortal Kombat 3」では、シャン・ツンはシャオ・カーンの伴侶シンデルを人間界で蘇生させる計画を進めていた。カーンは彼女のために次元の境界を越え、人間界と外界を融合させ、何十億もの人々の魂を奴隷にした。シャン・ツンは生存者の捜索を命じられたが、リュウ・カンに再び倒されている。
「Mortal Kombat: Deadly Alliance」では、仲間のソーサラーのクァン・チーと協力して、竜王オナガのアンデッド軍を復活させることで他の領域を征服しようと目論んだ。しかし、復活したオナガが自身の軍隊を取り戻したため、2人の計画は失敗に終わる。「Mortal Kombat: Deception」で、ライデンを倒し、世界の支配者を決めるべくクァン・チーとの同盟関係を破棄して殺しあうも、アミュレットの効果で力を増幅させたクァン・チーに敗れる。そこへ復活したオナガが現われ、やむなく三位一体となって竜王に立ち向かうも歯が立たず、ライデンが彼を倒すために放った捨て身の一撃に巻き込まれ、シャン・ツンも死亡するが、「Mortal Kombat: Armageddon」で、善と悪の最終決戦を前に蘇生させられた。
1作目から3作目までを題材にした2011年のリブート作品「Mortal Kombat」では、プレイアブルキャラクターとして登場。新しい時間軸における彼の役割は原典となる作品とほぼ同様である。しかし、物語の終盤でカーンに魂を奪われ、その力をシンデルに付与し、人間界の守護者たちを抹殺するために彼女は送り込まれた。
「Mortal Kombat X」では、アーマックのアーケードモードのエンディングで彼の魂を盗んで自身の肉体を再構成しており、エロン・ブラックのエンディングでフラッシュバックに登場し、人間界の戦士を暗殺した報酬としてブラックの老化を大幅に遅らせた。
「Mortal Kombat 11」ではDLCとして配信され、DLCストーリー「Aftermath」の中心人物として復活。ストーリーモードでは、無人島と化したシャン・ツンの島を舞台に、彼が保有する無数の魂を巡って、敵対する派閥が何度も争うことになる。また、クロニカが、時間を再始動する際の動力源として利用できるよう、彼が魂を蓄積することを長い間支援していたことが明らかになる。 また、シャン・ツンは彼の島を拠点とするKryptモードの守護者として登場し、ナレーターとしてプレイヤーの進行を手伝う。 アーケードモードのエンディングでは、黒魔術の知識を駆使してクロニカの力を掌握し、無限の時間軸から魂を盗み出している。 自身の生存のために、タイタン（Titan）たちを操り、より多くの魂を探し求めた。「Aftermath」では、クロニカは目的を果たすとシャン・ツンを虚無の空間に幽閉し、彼はその間に復讐の計画を練った。彼女の死後、フウジンとナイトウルフを伴って現れ、火の神となったリュウ・カンが魂の冠を使用せずにクロニカの砂時計を使うことを止めさせた。リュウ・カンが自身の王冠を破壊したため、シャン・ツンは彼を説得し、自分とフウジン、ナイトウルフを過去に送り込み、過去の王冠を取り戻した。 過去にて、シャン・ツンは人間界、外界、クロニカ軍の反発をほぼ受けずに王座を獲得できるように歴史を操作していた。そして、彼らを倒した後、シャン・ツンは自らの手で歴史の再始動を試みた。しかし、リュウ・カンが歴史を操作したことで、シャン・ツンがクロニカに勝利するシナリオは仕組まれていたことが判明する。 彼に王冠の返還を要求されるが、これを拒否し、2人の戦士の間で最後の戦いが繰り広げられた。バッドエンドでは、シャン・ツンがリュウ・カンを倒し、その神通力を吸収して全領域を征服する。グッドエンドでは、彼はリュウ・カンに敗れ、存在を消し去られるという内容である。

#### デザインとゲーム上の特徴
シャン・ツン（元の名前は「Shang Lao」）は、映画『ゴーストハンターズ』のロウ・パンに影響を受けており、様々な格闘技映画に登場する「中国の魔術師」が原型となっている。各キャラクター固有のトドメ専用の演出「フェイタリティ」の概念が生まれる以前は、負けたキャラクターの首をはねる存在として想定されていた。（ダニエル・ペシーナはシャン・ツンの「プラスチック製の刀」で遊んだことを記憶しており、剣を振るスプライトが内部データに存在する）。キタナの雛型となった「Kitsune」という没キャラクターには、Shang Laoの王妃の娘で、トーナメントの勝利者への褒美となる予定だったが、リュウ・カンと恋に落ちて父を裏切るという設定とストーリーが用意されていた。原案では、シャン・ツンは人間であり、魂を売った裏切り者であった。アートディレクターであるHerman Sanchezは、シリーズが進むにつれ、ツンの「不吉な威厳（"sinister regality."）」のような雰囲気を強調していくことに決めたと語っている。
シャン・ツンのデザインはシリーズを通して様々である。1992年にミッドウェイ・ゲームズが制作した初代「MK」のコミック版では、同作の大会から500年以上前に開催されたモータルコンバット（当時の少林の大会）の初代チャンピオンでありながら、若さを保つために倒した相手の魂を消費しなければならない呪いにかかっている。 本編で急激に老化が進行した理由として「神々を鎮められなかった」ことを挙げているが、「Mortal Kombat II」では若返っていた。シャオ・カーンは次のモータルコンバットトーナメントでリュウ・カンら人間界の戦士を外界に誘い込み、人間界を乗っ取る計画を成就させるためにシャン・ツンの若さと力を取り戻させたのである。 「MKII」では、Phillip Ahn, MDがシャン・ツンを演じた。
1993年のGamePro誌によると、「MKII」のシャン・ツンは19歳であり、このゲームに関する記事にはモータルコンバットの共同制作者ジョン・トビアスによる「本来の歪んだ悪魔としての姿」のラフスケッチが掲載されていたが、実際にはゲーム中ではこの姿は一度も披露されていない。 トビアスは「Mortal Kombat 3」でシャン・ツン（演 : ジョン・ターク）の長髪を垂らそうと考えていたが、ジャンプするたびに跳ね返るという問題が起こりうるため、ポニーテールに結び直されることになった。シャン・ツンの姓の発音に関するプレイヤーからの問い合わせに対し、1994年にアクレイム・エンタテインメントは、このキャラクターに唯一決定的に正しい発音はないと述べている。
初代「MK」では、NPCのボスとして登場し、炎のような髑髏の飛び道具を発射し、他のキャラクターに自由に変身することができ、すべての特殊技を使うことができる。アーケード筐体でシャン・ツンの画像を追加するためのメモリが残っていなかったため、技術的な制約から変身能力を追加された。「MKII」から「MKT」まで、変身できるプレイアブルキャラクターとして追加されたが、NPCには変身できない（MKTでは隠しキャラクター、ボスキャラクターには変身不可）。CD-ROMメディアでは変身時に発生する長いロードによりゲームが一時中断されるというシステム上の問題が存在したため、PS版『MK3』および『MKT』では、オプションで変身を制限する項目が追加された。また、髑髏の飛び道具の汎用性が向上し、相手の上や下から髑髏を召喚したり、手から複数の髑髏を発射できるようになった。「MK:DA」、「MK:D」、「MK:A」、「MKvs.DCU」では演出やムービーでのみ変身する。これに関してエド・ブーンは、メモリの不足と説明している。 「MK9」では能力がより限定的になっており、プレイヤーが操作するシャン・ツンは現在の対戦相手にしか変身できない。「Mortal Kombat 11」では、現在の対戦相手に変身する以外に、一部の特殊技を発動する際に他の忍者キャラクター（アーマック、レイン、レプタイル、スモーク）にも変身することが可能。また、同キャラクター対戦時のイントロの台詞で、初期案の名前である「Shang Lao」に言及している。

### その他のメディア
Malibu Comicsの連続シリーズ「Blood & Thunder」の第1シリーズにおいても主要な敵として登場し、「モータルコンバット」で10連勝を果たし、ポータルを開くためにシャオ・カーンに仕えた老人という設定はほぼ踏襲されている。 ライデンとは、口論や、戦いで引き分けで終わることが多く、因縁の敵である。第10回目の大会を主宰していたシャン・ツンは、7つの謎を解いた者に強大な力を与える神秘の書物「Tao Te Zhan」の力を手に入れることを密かに計画していた。シャン・ツンとライデンは後に、本の力を手にしたゴローを阻止するために共闘した。連続シリーズ「Battlewave」では、シャン・ツンはリュウ・カンの手でゴローとともに敗北し、計画が頓挫した後にトーナメントを再開した可能性が示唆されている。第1号の最初のページで、シャオ・カーン、キンタロー、Gorbak（ゴローの父親）に追われ、折檻される姿が描かれている。カーンに罰せられたはずが、後に第5号の最後のページで完全に若返り、まだ彼の隷属下にある状態で現れた。シャン・ツンは後にシリーズの最終号である『Tournament Edition II』で準備したトーナメントでシャオ・カーンのチームのリーダーを務めることになる。シャン・ツンの最後の登場は1995年のクン・ラオを主役に据えた読み切り作品で、彼は敵役として、変身能力を使った騙しのトリックによってクン・ラオを殺そうとした。
1995年の映画「モータル・コンバット」では敵として登場し、ケイリー=ヒロユキ・タガワが演じた。大会の結果を操作するために、脅迫や策略などを用いた。最終決戦でリュウ・カンに敗れ、命を落とす。映画の公式雑誌では、シャン・ツンがソニア・ブレイドを誘拐したのは、彼女を自分の女王にするつもりだったためと説明されている。
アニメ映画「Mortal Kombat: The Journey Begins」の悪役でもあり、声優はジム・カミングスが務めた。同作では、戦闘中に相手の思考を読み取る能力を持ち（ゲームシリーズでは使用しない）、相手の攻撃を予測し、相手の最大の弱点を突くために戦略を練っていた。
アニメシリーズ「Mortal Kombat: Defenders of the Realm」では数話に登場し、声優はニール・ロスが務めた。2015年にDCコミックスから出版された前日譚のコミック「Mortal Kombat X」では、既に死亡しており、レイコとハヴィックに島を乗っ取られている。
TVシリーズ「Mortal Kombat: Conquest」では、シャン・ツンはブルース・ロックが演じ、モータルコンバットで自分を破ったグレート・クン・ラオ（Great Kung Lao）への復讐を熱望する魔術師として描かれた。シリーズのほとんどで、彼はモータルコンバットのトーナメントで失態を演じたためにシャオ・カーンの所有するコバルト鉱山に投獄されているが、時折脱走している、彼の能力は人間の遺産のためにコバルト鉱山の影響を受けないからである。鉱山の中ではクリーヤ族の王女Vorpaxを奴隷として使役しており、彼女の母親の力を得るまで彼女を酷使している。
短編映画「Mortal Kombat: Rebirth」ではジェームズ・リューが演じ、Webシリーズ「Mortal Kombat: Legacy」の第3話ではジョンソン・ファンが演じ、短い間ながら登場している。タガワはシーズン2で映画第1作目の役を再演している。
アニメ映画「Mortal Kombat Legends: Scorpion's Revenge」と続編「Mortal Kombat Legends: Battle of the Realms」にも登場し。両作とも声優はアート・バトラーが務めた。
2021年のリブート映画「モータルコンバット」では、チン・ハン がシャン・ツンを演じた。

## 批評
GameDailyの2009年の歴代の邪悪な黒幕のトップのリストで17位にランクインし、彼の戦闘スタイルと最終目標に言及しながら「ひねくれた変人」と述べた。同年、GamesRadarは彼を「死んだままではいられない悪役」のランキングで、上位の1人としてリストアップした。 また、GamesRadarによる「最も誤解されているビデオゲームの悪役」の6位に選ばれた。また、GamesRadarは「モータルコンバットにまつわる素晴らしい要素10選」の1つとして、「MKII」における、キンタローに変身するフェイタリティを挙げている。 2010年、シャン・ツォンはIGNのビデオゲームの悪役のトップのリストで97位にランクインし、「シャン・ツンの悪魔的な力とその残酷な手法を考慮すれば、シリーズの悪役として評価が高いの当然だ」とコメントされている。
また、戦闘中に他のファイターに変身する能力を持つことから、Game Revolutionの「Top 10 Old School Mortal Kombat Characters」のリストで第3位にランクインしている 。Game Rant は、「モータルコンバット」の「最も素晴らしい」キャラクターのリストでシャン・ツンを5位にランク付けし、他のキャラクターに変身する能力を評価し、「シャン・ツンのユニークな特殊攻撃には制約があるが、このキャラクターは上級者がスタイリッシュに敵を倒すことを可能にしている」と付け加えています。 2011年、GameFrontは「MK9」における彼の口髭をビデオゲームにおける口髭のランキングで4位に位置づけした。2012年、UGOのモータルコンバットのキャラクターのトップのリストでは、15位にランクインしている。同年、Complexは彼を「冷血な黒幕」として、ゲームにおける最高の魔法使いのリストのトップに位置づけ、彼を「これまでで最もクールなビデオゲームの魔法使いだ」と評し、2013年には最も残忍なファイターとして認定している。2013年、Complexはキンタローに変身するフェイタリティと、「MK3」における敵の魂を奪うフェイタリティをシリーズ最高のフィニッシュムーブとして選んだ。